# 데미 로바토
데미 로바토(Demi Lovato, 1992년 8월 20일 ~ )는 미국의 가수, 싱어송라이터이자 배우이다. 《바니와 친구들》에서 아역으로 데뷔하였다. 2008년에 디즈니채널의 텔레비전용 영화인 《캠프 락》에서 미치 토레스 역을 맡아 이름을 알렸고, 할리우드 레코드와 녹음 계약을 맺었다. 또한 2009년에 출연한 디즈니채널 쇼인 《유쾌한 서니》의 주인공, 서니 몬로 역할을 맡았다. 데뷔 앨범은 2008년 9월 23일에 낸 《Don't Forget》으로, 53만장 이상의 음반이 팔려 미국 레코드 공업 협회인 RIAA로부터 시행되는 음반 판매량 인증 제도에서 골드 등급을 받았다. 2009년 7월 21일에는 두 번째 앨범인 《Here We Go Again》을 발매하여 빌보드의 앨범 차트인 빌보드 200에서 1위에 오르기도 했다. 《Here We Go Again》앨범의 타이틀 트랙은 빌보드의 싱글 인기차트인 빌보드 핫 100에서 15위에 올라 톱 20위 안에 오른 데미의 첫 싱글이 되었고, 음반 판매량은 플래티넘 등급을 받았다.
텔레비전용 영화나 영화 수록곡들로 추가적으로 활동한 뒤 2010년, 사적인 일로 인해 잠시 활동중단을 하게 되면서 《유쾌한 서니》를 시즌2 이후에 끝낸다. 세 번째 앨범인 《Unbroken》(2011)은 데미의 역경을 그리고 있다. 《Unbroken》앨범의 첫 싱글인 <Skyscraper>는 그 당시 미국에서의 플래티넘 등급을 받은 데미의 첫 싱글이 되었고, 빌보드 핫 100에서 데미의 노래 중 처음으로 톱 10에 랭크된 곡이 되었다. 두 번째 싱글인 <Give Your Heart a Break>는 트리플 플래티넘 등급을 받았다. 2012년과 2013년에 《엑스팩터 미국편》에서 심사위원 및 멘토로 출연했었다. 네 번째 앨범인 《Demi》(2013)은 발매 첫 주에만 11만장 이상이 팔렸고 (데미의 가수 생활 중에서 최고의 컴백 주간 기록), 《Demi》의 첫 싱글인 <Heart Attack>은 데미의 노래 중에서 두 번째로 미국 빌보드 핫 100에서 톱 10위 안에 든 곡이다.
수상경력이 화려하다. 수상경력으로는 MTV 비디오 뮤직 어워드, 틴 초이스 어워드 (노미네이트 31번 중 20번 수상), 피플스 초이스 어워드 (5번), ALMA 어워드 (2번), 빌보드 투어링 어워드 등이 있다. 2013년에는 매년 세계에서 가장 섹시한 여성을 뽑는 맥심 핫 100에 26위로 올랐고, SNS에서 가장 많이 언급된 아티스트들을 선발하는 빌보드 소셜 50 차트에서 2위에 올랐다.
연예활동 외에 사회적으로 활동하고 있는 부분도 있다. 2013년 5월, 미 약물남용 및 정신건강 서비스청(SAMHSA)이 주최한 어린이 정신건강 인지의 날에 청소년들과 젊은 성인층들의 멘토로서 공로를 세워 표창받았다. 또한 성적소수자 커뮤니티를 지원하기도 했다. 2014년에는 동성애자의 권익과 인식을 신장시키는 기념하는 행사가 벌어지는 '자부심 주간'에서의 대표로 발표되었다. 같은 해, 미국 인권 위원회(HRC)에서 동성 결혼 평등 캠페인의 홍보대사가 되었다.
2013년 9월 26일에 첫 방송 된 폭스 채널의 뮤지컬 드라마 《글리 5》에 출연한 경험이 있다.
1992년 뉴멕시코주의 앨버커키에서 태어나 텍사스의 댈러스로 이사했다. 모친은 다이애나 데 라 가르자라는 컨트리 가수이자 댈러스 카우보이스의 치어리더 출신. 이탈리아, 스페인, 아일랜드의 혼혈이며, 이름을 보면 유추가능하겠지만 이탈리아계 이름이다.
2020년 5월, 논바이너리 커밍아웃을 했으며, 자신을 they/them으로 규정한다.

## 일생과 경력

### 1992-2006: 어린 시절과 연예경력 시작
1992년 8월 30일, 뉴 멕시코 주 앨버커키에서 미국의 프로미식축구팀인 댈러스 카우보이스의 치어리더 출신 인 다이애나 데 라 가르자 (본명은 다이애나 리 스미스, 1962년 8월 8일 생)와 엔지니어이자 뮤지션 인 패트릭 마틴 로바토(1960~ 2013년 6월 22일) 사이에서 태어났다. 위로 언니인 댈러스 로바토(1988년 2월 4일 생) 가 있고, 배우 매디슨 데 라 가르자는 데미의 이부동생이다. 이복언니인 앰버 도 있는데, 스무 살 때 첫 마디를 나눠봤다고 한다. 데미의 두 번째 생일 이후에 바로인 1994년 늦여름에 부모님이 이혼했다. 아버지인 패트릭은 멕시코와 스페인계 혈통 이고, 아일랜드, 이탈리아, 영국 혈통이기도 하다. 패트릭의 아버지쪽 증조할머니인 마리아 크리스티나 페레아는 미국 남북전쟁의 퇴역 군인인 프란시스코 페레아 (1830~ 1913)의 딸이며 뉴 멕시코의 산타페 주지사인 프란시스코 사비에르 차베즈의 증손녀이다.
텍사스의 댈러스에서 길러졌다. 7세 때부터 피아노를 배웠고 10살엔 기타와 함께 춤과 연기를 배우기 시작했으며, 동시에 《바니와 친구들》에 안젤라 역으로 출연하여 셀레나 고메즈 (현재는 공식/비공식적으로 절교 한 상태)를 만나게 된다. 하지만 그것 뿐, 데미의 유년시절은 아픔으로 점철되어 있었다. 학교에서 왕따를 당하게 되고, 그로 인한 스트레스로 11세의 나이에 우울증에까지 걸리게 된다. 한 번은 동급생이 "창녀같은 년. 못생기고 뚱뚱하기나 해."라고 하는 말을 듣고서 충격을 받아 거식증 증세를 보이기도 했다. 이 때 엄청나게 굶어서 체중이 10kg이 넘게 빠지게 되고, 6개월만에 39.9kg까지 줄어들게 된다. 물론 이런 식으로 살이 빠지는게 건강에 좋을리가 없었다. 예쁘장한 얼굴도 급격하게 망가졌고, 무엇보다 건강이 매우 나빠졌다. 연기조차도 공백기를 가져야 했다. 《엘렌 쇼》에서 말하길, 계속되는 스트레스와 왕따에 견디지 못한 데미는 모친에게 홈스쿨링을 해달라고 부탁했고, 결국 학교를 떠나고 2009년 4월엔 홈스쿨링을 통해 고등학교 학위를 받는다. 이 때문에 집단 따돌림이 사람에게 미치는 나쁜 영향에 대해 직접 경험을 통해 알게 된 데미는 이후 집단 따돌림을 계도하는 사회활동 모임인 PACER의 홍보대사로 참여하는 등 적극적으로 힘들어하는 이들을 도우려고 노력하고 있으며, 《도전! 슈퍼모델 미국편》에서 집단 따돌림 반대 의사를 전하기 위해 나오기도 했다.
2006년에는 《프리즌 브레이크》에 찬조출연했고, 다음 해엔 니켈로디언 프로그램인 《저스트 조던》에도 출연하였다.

### 2007-08: 《캠프 락》과 《Don't Forget》

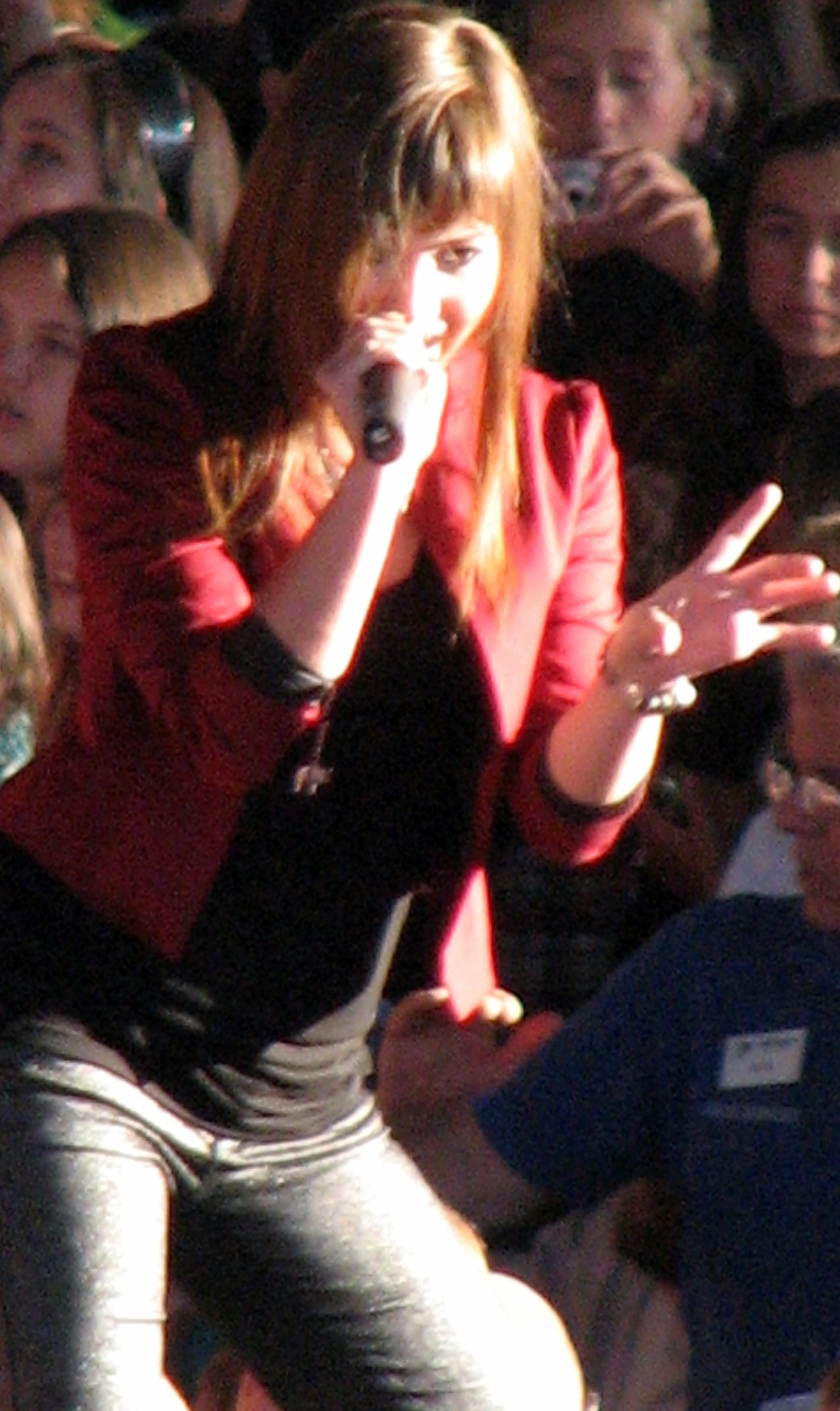
2008년 데미 라이브! 웜 업 투어에서의 데미 로바토

2007년과 2008년에 디즈니채널의 막간 프로그램인 《As the Bell Rings》에서 샬롯 아담스 역을 맡았다. 2007년 여름에 디즈니 채널의 TV용 영화인 《캠프 락》과 시트콤 《유쾌한 서니》오디션을 보았고, 두 작품에서 모두 주연을 맡게 되었다. 《캠프 락》에서는 가수가 꿈인 주인공, 미치 토레스 역을 맡았다. 2008년 6월 20일 첫 방영에만 890만명이 관람하였다. 영화 사운드트랙은 개봉 3일 전에 발매되었다. 영화 사운드트랙에서 <We Rock>, <This Is Me> 포함 총 네 곡을 불렀다. 그 해 여름, 데뷔 앨범 발매 전에 데미 라이브! 웜 업 투어공연을 했고, 조나스 브라더스의 버닝 업 투어공연에도 출연하였다.
데뷔 앨범인 《Don't Forget》은 2008년 9월 23일에 발매되었다. 본 앨범은 발매 첫 주에만 8만 9천장 이상을 팔며 빌보드 200에서 2위에 올라오며 발매되었다. 수록곡 중에서 10 곡은 조나스 브라더스와 공동으로 작곡하였다. 《Don't Forget》은 미국에서 50만장을 팔며, RIAA 골드 등급을 받았다. 리드 싱글인 <Get Back>은 팝 락 스타일로 호평받았고, 미국에서 56만장 이상을 팔며 빌보드 핫 100차트에서 최고순위 43위에 올랐다. 두 번째 싱글인 <La La Land>는 강한 락 요소를 넣어 아일랜드와 영국 톱 40위 차트에 진입했고, 미국에서 52위에 올랐다. <La La Land>의 뮤직비디오는 브랜든 맬로이와 팀 윌러가 감독하였다. 세 번째 싱글인 <Don't Forget>은 2008년 10월 11일, 빌보드 핫 100차트에서 68위로 컴백하였다.

### 2009-10: 《유쾌한 서니》와 《Here We Go Again》
2009년, 친구인 셀레나 고메즈, 마일리 사이러스, 조나스 브라더스와 함께 《Disney's Friends for Change》의 주제곡이자 자선 싱글인 <Send It On>을 녹음하였다. 수입은 전부 디즈니 월드 와이드 컨버세이션 펀드에서 하는 환경 자선사업에 기부되었다. 디즈니 채널 시트콤인 《유쾌한 서니》에서는 시트콤 안에서의 쇼인 《소 랜덤!》의 신입 멤버, 서니 먼로 역을 맡아 2월 8일에 첫 방영되었다. 《로스엔젤레스 타임즈》의 로버트 로이드는 데미의 연기에 "매우 좋다"는 평을 내리며, 친구이자 《한나 몬타나》 주인공 역의 마일리 사이러스와 비교하며 호평을 내렸다. 그 해 6월, 셀레나 고메즈와 함께 공동주연으로 출연한 디즈니 채널 TV용 영화인 《프린세스 구출 대작전》에서 로잘린다 공주역을 맡았다. 초연관객만 850만명이었으며, 디즈니 채널 오리지널 무비에서 평점이 세 번째로 높은 영화가 되었다.

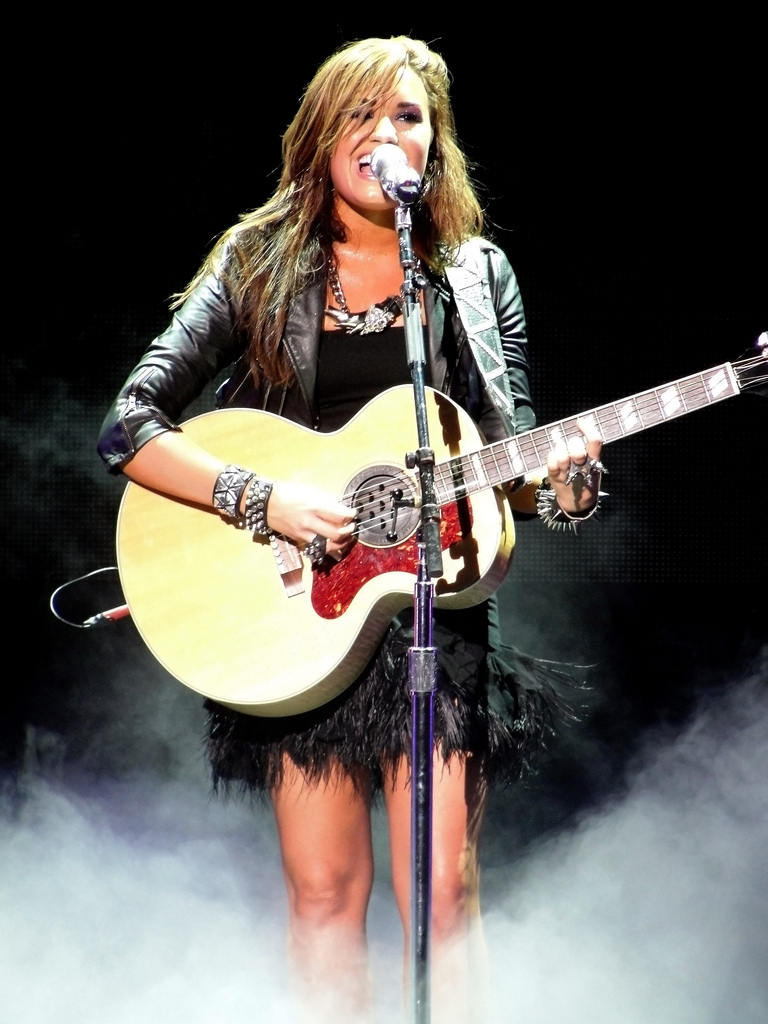
2010년 9월 2일, 조나스 브라더스 인 라이브 콘서트에서와 캠프 락2 공연에서의 데미 로바토

두 번째 앨범, 《Here We Go Again》은 2009년 7월 21일에 공개되었다. 데미는 이번 앨범이 존 메이어의 앨범과 비슷한 느낌의 어쿠스틱 스타일이라고 표현하였다. 이 앨범은, 즐거운 느낌인 팝 락의 진가를 알아차린 평론가들로부터 1집인 Don't Forget와 같이 호평을 들었다. 공개되자마자 빌보드 차트에 올랐으며, 첫 번째 주만 해도 108,000장이 팔렸다. 앨범이 공개되기 전, 투어 공연인 Summer Tour 2009을 시작했다. 이번 앨범 중 대중들에게 가장 먼저 발매된 싱글, <Here We Go Again>는 빌보드 핫 100 차트 중 59위에 올랐으며, 후에는 15위까지 올랐다. 그 당시에 데미에겐 가장 높은 순위를 기록한 싱글이며, Canadian Hot 100의 68위, 뉴질랜드 핫 100에 38위에 올랐다. 이 앨범의 두 번째이자 마지막 싱글인 <Remember December>는 상업적으로는 실패한 곡이라고 평가되지만, 영국 싱글 차트 80위에 올랐다.
소속사는 데미의 2집을 서포트하여 40개 도시를 도는 전국적인 순회공연을 주최하였다. 2009년 6월 21일 시작하여, 8월 21일에 마침표를 찍은 공연에서는 데이비드 아출레타, 조던 프루트가 오프닝 무대에 섰다. 2010년 3월, 데미와 데이비드 아출레타는 초이스 뮤직 투어 어워드와 2009년 틴 초이스 어워드에서 수상하였다. 조 조나스와 함께 《Disney's Friends for Change》의 두 번째 자선 싱글 <Make a Wave>를 녹음하게 된다. 5월에는 《그레이 아나토미》 시즌 6의 <Shiny Happy People>편에 특별 출연했다. 비록 평론가들은 데미의 끼를 칭찬했으나, 연기에는 감명받지 못했을 뿐더러
외모를 주 무기로 시청자들을 끌어들인다고 느꼈다고 한다. 그 해, 데미는 첫 순회공연인 남미 투어를 마무리 짓고, 조나스 브라더스 인 라이브 콘서트에 특별 게스트로 출연한다.
데미가 다시 한 번 미치 토레스 역할을 맡아 재출연한 캠프락 2: The Final Jam은 2010넌 9월 3일 개봉되었다. 이 영화의 구성에 대해 미국의 영화 평론 사이트 Rotten Tomaties,를 중심으로 40%가량의 긍정적인 평가를 하는 비평가들과 60% 가량의 혹평을 하는 비평가들로부터 엇갈리는 평가를 받았다. 그에 반해, 데미의 연기는 Weekly 엔터테인먼트의 제니퍼 암스트롱으로부터 “기대한만큼 매력적인 연기”라는 호평을 받았다. 영화는 800만 관객을 달성하고 그해의 케이블 영화라는 타이틀을 받게된다. 영화에 수록된 OST는 그해 8월 10일, “Can’t Back Down”와 “Wouldn’t Change a Thing”을 포함한 데미의 싱글 트랙 9개와 함께 발표되었다. 이 OST는 빌보드 차트 200중 3위에 랭킹되었으며, 첫주에만 41,000앨범이 판매되었다. 조나스 브라더스의 2012년 월드투어는 영화에 대해 다루기 위해데미 로바토와 함께하기로 조정되었으며, 그로 인해 원래 예정일보다 2주 후인 8월 7일에 시작하게 되었다. “Me, Myself and Time”을 포함하여 데미 로바토가 부른 4개의 트랙이 포함된 《유쾌한 써니》의 OST는 10월 5일에 발매되었다. 이 OST는 빌보드 차트 200중 163위에 랭킹되었으며, 데미가 부른 OST중 가장 안팔린 OST이기도 하다.

## 음반 목록
- Don't Forget (2008)
- Here We Go Again (2009)
- Unbroken (2011)
- Demi (2013)
- Confident (2015)
- Tell Me You Love Me (2017)

## 작품 목록
- 스머프: 비밀의 숲 (2017)

## 같이 보기
- 대중음악의 별명 목록